# Joppa surinamiae
Joppa surinamiae là một loài tò vò trong họ Ichneumonidae.